# Herb Krosna Odrzańskiego
Herb Krosna Odrzańskiego – jeden z symboli miasta Krosno Odrzańskie w postaci herbu.

## Wygląd i symbolika
Herb przedstawia na błękitnym tle tarczy zamek biały z szerokim budynkiem pośrodku z pięcioma otworami okiennymi koloru czarnego i dwiema proporcjonalnie umieszczonymi po prawej i lewej stronie basztami. Zamek otacza mur obronny zakończony blankami. Na tle muru obronnego i szerokiego budynku zamku znajduje się na tle żółtej (złotej) tarczy czarny orzeł dolnośląski z białym półksiężycem na piersiach. Baszty boczne są dwuczęściowe. Część dolna szeroko zakończona skosem, a górna wyższa uwieńczona blankami i zakończona dachem stożkowym czerwonym z kulami koloru żółtego (złotego).

## Historia
Herb nawiązuje do najstarszego wizerunku z pieczęci z XIII wiekuz czasów księcia Henryka Brodatego, który nadał miastu prawa miejskie.